# Le Meix-Tiercelin
Le Meix-Tiercelin är en kommun i departementet Marne i regionen Grand Est (tidigare regionen Champagne-Ardenne) i nordöstra Frankrike. Kommunen ligger i kantonen Sompuis som tillhör arrondissementet Vitry-le-François. År 2022 hade Le Meix-Tiercelin 167 invånare.

## Befolkningsutveckling
Antalet invånare i kommunen Le Meix-Tiercelin
| Referens: INSEE |